# Musica rock britannica
Con musica rock britannica si descrive un'ampia varietà di forme musicali prodotte nel Regno Unito. Dal 1964 circa, con la "British Invasion" degli Stati Uniti guidata dai Beatles, la musica rock britannica ha avuto un notevole impatto sullo sviluppo della musica rock statunitense e della musica rock in tutto il mondo.
I primi tentativi di emulare il rock and roll americano ebbero luogo in Gran Bretagna a metà degli anni '50, ma i termini "musica rock" e "rock" di solito si riferiscono alla musica derivata dal blues rock e da altri generi emersi durante gli anni '60. Il termine è spesso usato in combinazione con altri per descrivere una varietà di ibridi o sottogeneri, ed è spesso in contrasto con la musica pop, con la quale condivide molte strutture e strumentazioni. La musica rock tendeva ad essere più orientata verso il mercato degli album, ponendo l'accento sull'innovazione, il virtuosismo, la performance e la scrittura delle canzoni da parte degli artisti.
Sebbene sia troppo vario per essere un genere a sé stante, il rock britannico ha prodotto molti dei gruppi e degli artisti più significativi della musica rock a livello internazionale e ha avviato o sviluppato in modo significativo molti dei sottogeneri più influenti, tra cui la musica beat, il rock progressivo, l'art rock, l'hard rock, l'heavy metal, il punk rock, il post-punk, la New romantic e l'indie rock.

## Storia

### Il primo rock and roll britannico

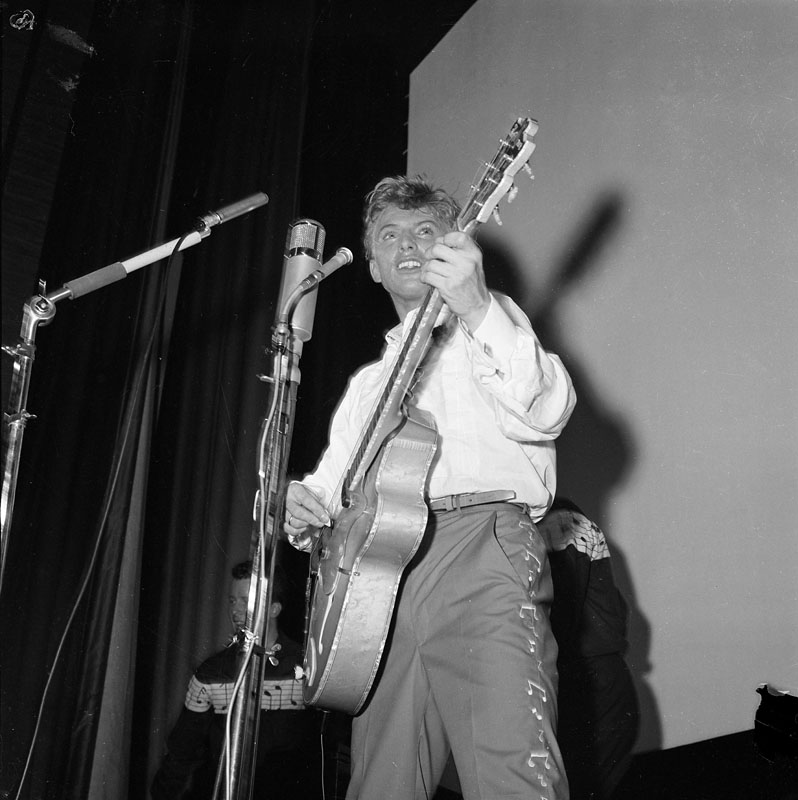
Tommy Steele, uno dei primi rock and rollers britannici, in un concerto di Stoccolma del 1957

Negli anni '50, la Gran Bretagna era ben posizionata per accogliere la musica e la cultura del rock and roll americano. Condivideva una lingua comune, era stato esposto alla cultura americana attraverso lo stazionamento di truppe nel paese e condivideva molti sviluppi sociali, tra cui l'emergere di distinte sottoculture giovanili, che in Gran Bretagna includevano i Teddy Boy. Il Trad jazz divenne popolare e molti dei suoi musicisti furono influenzati da stili americani correlati, tra cui il Boogie Woogie e il Blues. La mania dello skiffle, guidata da Lonnie Donegan, utilizzava per lo più versioni amatoriali di canzoni folk americane e incoraggiò molti della successiva generazione di musicisti rock and roll, folk, R&B e beat a iniziare a esibirsi. Allo stesso tempo, il pubblico britannico stava iniziando a incontrare il rock and roll americano, inizialmente attraverso film come Blackboard Jungle (1955) e Rock Around the Clock (1955). Entrambi i film contenevano il successo di Bill Haley & His Comets Rock Around the Clock, che entrò per la prima volta nelle classifiche britanniche all'inizio del 1955 — quattro mesi prima di raggiungere le classifiche pop statunitensi — raggiunse la vetta delle classifiche britanniche nello stesso anno e di nuovo nel 1956, e ha contribuito a identificare il rock and roll con la delinquenza adolescenziale. Cantanti rock and roll americani come Elvis Presley, Little Richard e Buddy Holly da allora in poi divennero presenze importanti nelle classifiche britanniche.
La risposta iniziale dell'industria musicale britannica è stata quella di tentare di produrre copie di dischi americani, registrati con musicisti professionisti e spesso accompagnati da idoli adolescenti. Ben presto iniziarono ad apparire rock and roll britannici, tra cui Wee Willie Harris e Tommy Steele. La forma blanda o del tutto imitativa di gran parte del rock and roll britannico in questo periodo significava che il prodotto americano rimaneva dominante. Tuttavia, nel 1958 la Gran Bretagna ha prodotto la sua prima canzone e star "autenticamente" di rock and roll, quando Cliff Richard ha raggiunto il numero 2 nelle classifiche con Move It. L'impresario britannico Larry Parnes ha adattato i giovani cantanti alla nuova tendenza, dando loro nomi banali come Billy Fury, Marty Wilde e Vince Eager. Allo stesso tempo, spettacoli televisivi come Six-Five Special e Oh Boy!, entrambi prodotti da Jack Good, hanno promosso la carriera di musicisti rock and roll britannici come Marty Wilde e Adam Faith. Cliff Richard e la sua backing band chiamata The Drifters, che cambiarono rapidamente il loro nome in The Shadows, furono gli artisti rock and roll di maggior successo dell'epoca. Altri artisti importanti includevano Joe Brown e Johnny Kidd & The Pirates, la cui canzone di successo del 1960 Shakin 'All Over divenne uno standard rock and roll. Il primo artista rock and roll americano a salire sui palcoscenici britannici e ad apparire in televisione fu invece Charlie Gracie, seguito rapidamente da Gene Vincent nel dicembre 1959, presto raggiunto in tour dal suo amico Eddie Cochran. Il produttore Joe Meek è stato il primo a produrre grandi successi rock in Inghilterra, culminati con la strumentale Telstar' di The Tornados, che è arrivata al numero uno sia nel Regno Unito che negli Stati Uniti.

### Gli sviluppi tra anni '60 e '70

#### Musica beat

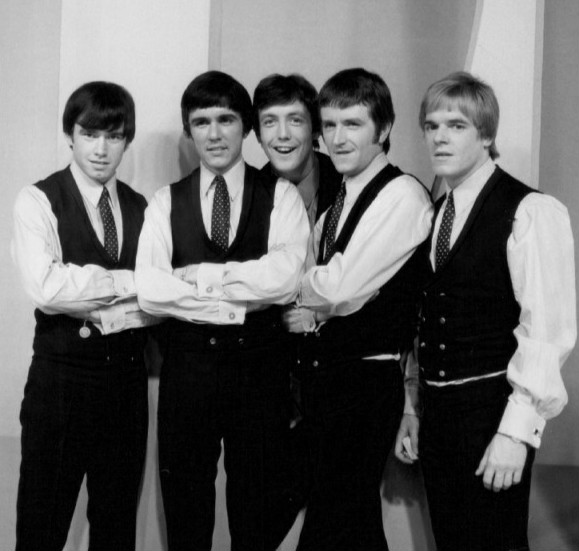
The Dave Clark Five shown in 1966

Alla fine degli anni '50 in Gran Bretagna iniziò ad emergere una fiorente cultura di gruppi nei principali centri urbani del Regno Unito come Liverpool, Manchester, Birmingham e Londra, spesso non appartenenti alla scena in declino dello skiffle. Ciò era particolarmente vero a Liverpool, dove è stato stimato che fossero attive circa 350 diverse band, che spesso suonavano in sale da ballo, sale da concerto e club.

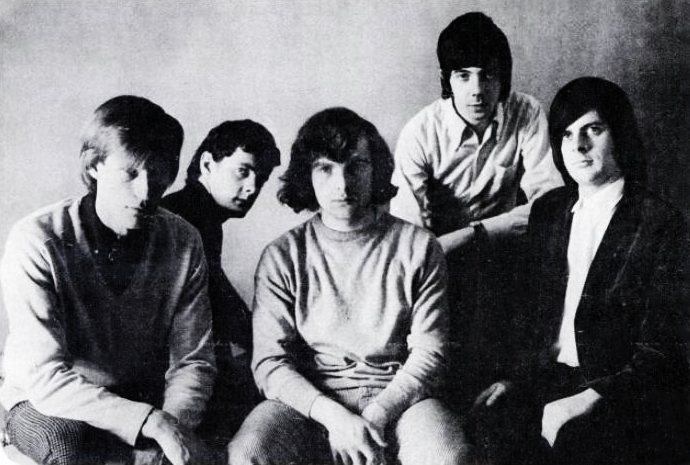
I Them di Van Morrison in 1965

Queste band beat furono fortemente influenzate da gruppi americani dell'epoca, come Buddy Holly and the Crickets (da cui i gruppi Beatles e The Hollies derivarono i loro nomi), così come da gruppi britannici precedenti come The Shadows. Dopo il successo nazionale dei Beatles in Gran Bretagna dal 1962, un certo numero di artisti di Liverpool tra cui Gerry & The Pacemakers, The Searchers e Cilla Black riuscirono a seguirli nelle classifiche. Tra gli artisti beat di maggior successo di Birmingham c'erano The Spencer Davis Group e The Moody Blues; The Animals proveniva da Newcastle e Them, con Van Morrison, da Belfast. Da Londra, il termine "Tottenham Sound" era in gran parte riferito a The Dave Clark Five, ma altre band londinesi che hanno beneficiato del boom del beat di quest'epoca includevano Rolling Stones, The Kinks e The Yardbirds. La prima band non di Liverpool ne di Brian Epstein a sfondare nel Regno Unito furono Freddie and the Dreamers, che avevano sede a Manchester, così come Herman's Hermits e The Hollies. Il movimento beat fu culla della maggior parte delle band responsabili della British invasion delle classifiche pop americane nel periodo successivo al 1964, e ha fornito il modello per molti importanti sviluppi nella musica pop e rock, in particolare attraverso il loro formato di piccoli gruppi - tipicamente chitarra solista, ritmo chitarra, basso e batteria, a volte sostituendo la chitarra ritmica con le tastiere, con un cantante solista o con uno dei musicisti che prende la voce solista e gli altri forniscono armonie vocali.

#### Il boom del Blues britannico
Parallelamente alla musica beat, tra la fine degli anni '50 e l'inizio degli anni '60 si andava sviluppando una scena blues britannica che si ricreava ai suoni dell'R&B americano e in seguito in particolare ai suoni dei bluesmen Robert Johnson, Howlin 'Wolf e Muddy Waters. Inizialmente guidato da seguaci puristi del blues come Alexis Korner e Cyril Davies, la scena raggiunse l'apice della popolarità mainstream negli anni '60, quando sviluppò uno stile distintivo e influente dominato dalla chitarra elettrica e rese star internazionali diversi sostenitori del genere tra cui The Rolling Stones, The Yardbirds, Eric Clapton, Cream, Fleetwood Mac e Led Zeppelin (che discendevano da The Yardbirds). Alcuni di questi sono passati dal blues-rock a diverse forme di musica rock, con una crescente enfasi sul virtuosismo tecnico e sulle capacità di improvvisazione. Di conseguenza, il blues britannico ha contribuito a formare molti dei sottogeneri del rock, tra cui il rock psichedelico e la musica heavy metal. Da allora l'interesse diretto per il blues in Gran Bretagna è diminuito, ma negli ultimi anni molti degli interpreti chiave vi sono tornati, sono emerse nuove band e c'è stato un rinnovato interesse per il genere.

#### The Beatles e la "British Invasion"

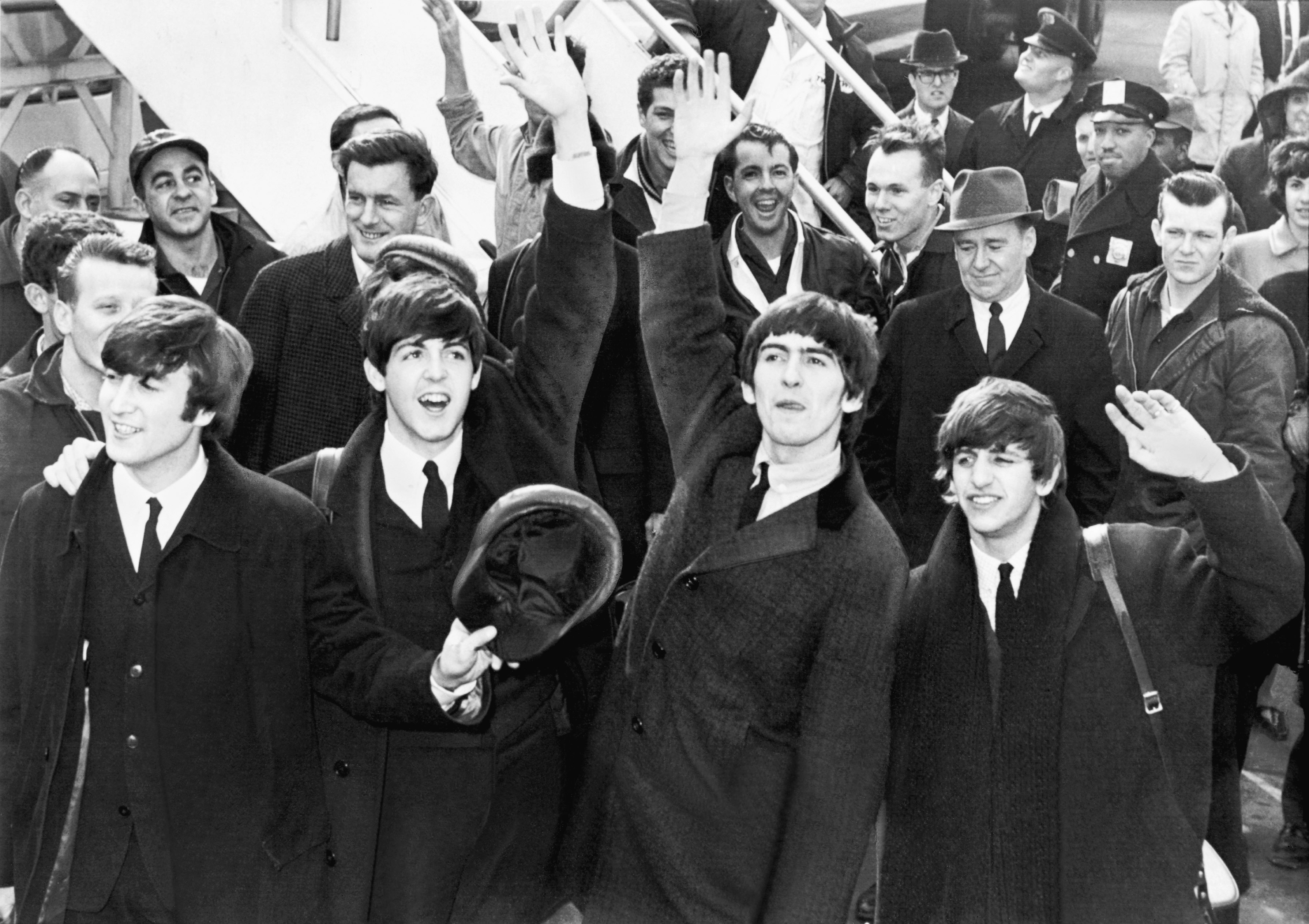
L'arrivo dei Beatles negli States che diede l'avvio alla British Invasion.

Gli stessi Beatles erano meno influenzati dalla musica blues rispetto alla musica dei successivi generi americani come il soul e la Motown. Il loro successo popolare in Gran Bretagna all'inizio degli anni '60 fu accompagnato dalla loro nuova e altamente influente enfasi sulla scrittura delle loro canzoni e sui valori di produzione tecnica, alcuni dei quali erano condivisi da altri gruppi beat britannici. Il 7 febbraio 1964, il CBS Evening News con Walter Cronkite pubblicò una storia sull'arrivo dei Beatles negli Stati Uniti in cui il corrispondente diceva "La British Invasion questa volta si chiama Beatlemania". Pochi giorni dopo, sono apparsi all'Ed Sullivan Show. Il 75% degli americani che guardavano la televisione quella sera videro la loro apparizione "lanciando" l'invasione con un'enorme ondata di successo nelle classifiche che sarebbe continuata fino allo scioglimento dei Beatles nel 1970. Il 4 aprile 1964, i Beatles detenevano la top 5 posizioni nella classifica dei singoli di Billboard Hot 100, l'unica volta fino ad oggi in cui un atto ha raggiunto questo obiettivo. Durante i due anni successivi, Peter and Gordon, The Animals, Manfred Mann, Petula Clark, Freddie and the Dreamers, Wayne Fontana and the Mindbenders, Herman's Hermits, The Rolling Stones, The Troggs e Donovan avrebbero avuto uno o più singoli al numero uno negli Stati Uniti. Altre band che facevano parte dell '"invasione" includevano The Who, The Kinks e The Dave Clark Five; queste band ebbero successo anche nel Regno Unito, sebbene chiaramente il termine "British Invasion" non fosse applicato in casa, ma fosse una descrizione di ciò che stava accadendo negli Stati Uniti. Le cosiddette band della "invasione britannica" hanno influenzato la moda, i tagli di capelli e le maniere degli anni '60 di quella che sarebbe stata conosciuta come la "controcultura". In particolare, il film dei Beatles Tutti per uno e le mode di Carnaby Street hanno portato i media americani a proclamare l'Inghilterra come il centro del mondo della musica e della moda. Il successo delle band britanniche dell'epoca, in particolare quello degli stessi Beatles, è stato visto come una rivitalizzazione della musica rock negli Stati Uniti e ha influenzato molte band americane a sviluppare il loro suono e il loro stile. La crescita della stessa industria musicale britannica, e il suo ruolo globale sempre più importante in prima linea nel cambiamento della cultura popolare, le permisero anche di scoprire e affermare per la prima volta il successo di nuovi artisti rock provenienti da altre parti del mondo, in particolare Jimi Hendrix e, nel primi anni '70, Bob Marley.

#### Il Freakbeat

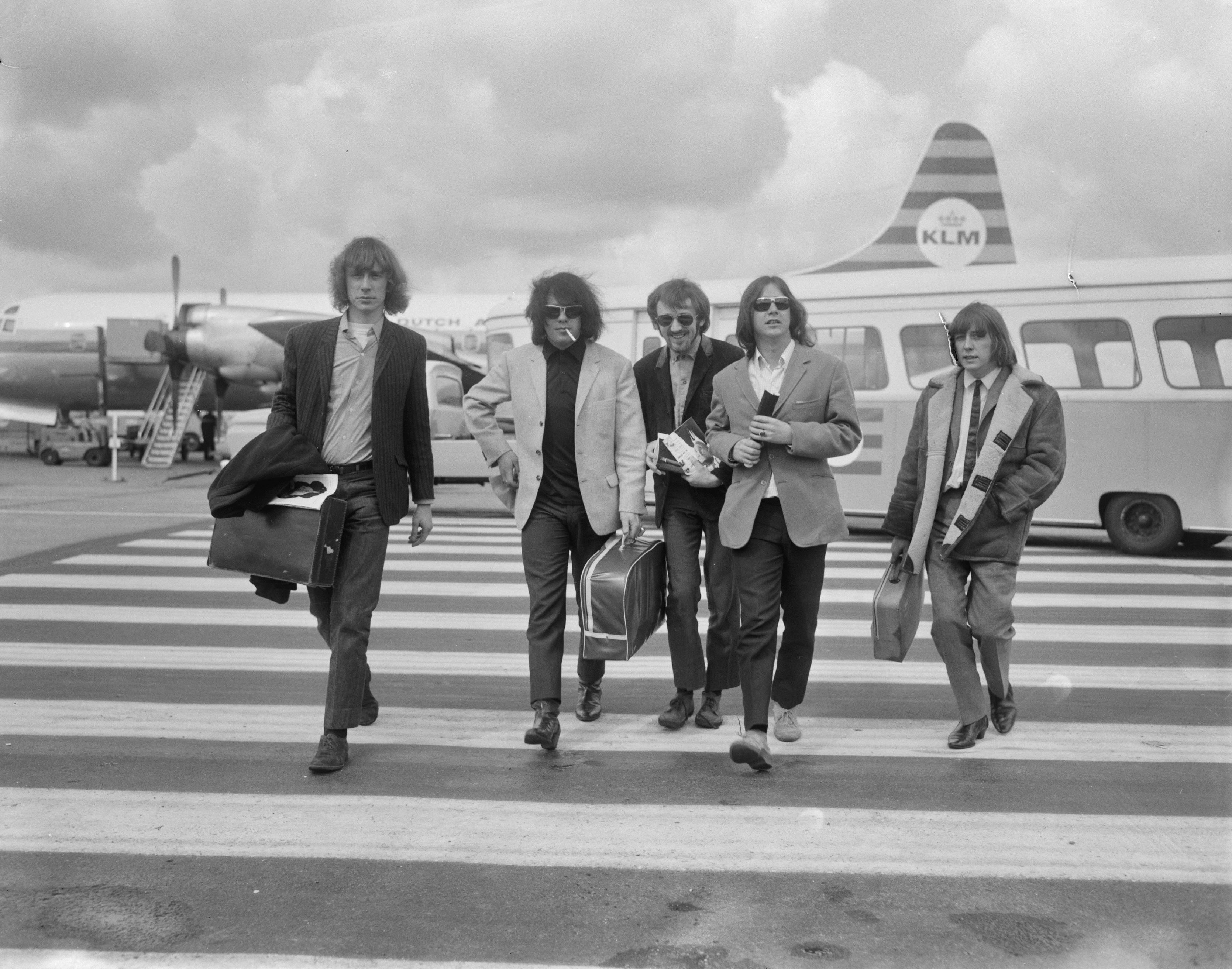
The Pretty Things (1965)

Il Freakbeat è un sottogenere vagamente definito della musica rock and roll sviluppato principalmente da gruppi britannici più duri, spesso quelli con un seguito di mod, durante il periodo della Swinging London tra la metà e la fine degli anni '60. Il genere mescola la "British Invasion" mod/R&B/pop e psichedelia. Il termine è stato coniato dal giornalista musicale inglese Phil Smee. AllMusic scrive che "freakbeat" è vagamente definito, ma generalmente descrive gli artisti più oscuri ma spigolosi dell'era della British Invasion come The Creation, the Pretty Things o il primo lavoro da solista di Denny Laine. Gran parte del materiale raccolto nella compilation del 2001 della Rhino Records Nuggets II: Original Artyfacts from the British Empire and Beyond, 1964–1969 può essere classificato come freakbeat. Altre band includono The Smoke, The Eyes, The Birds, The Action e The Sorrows.

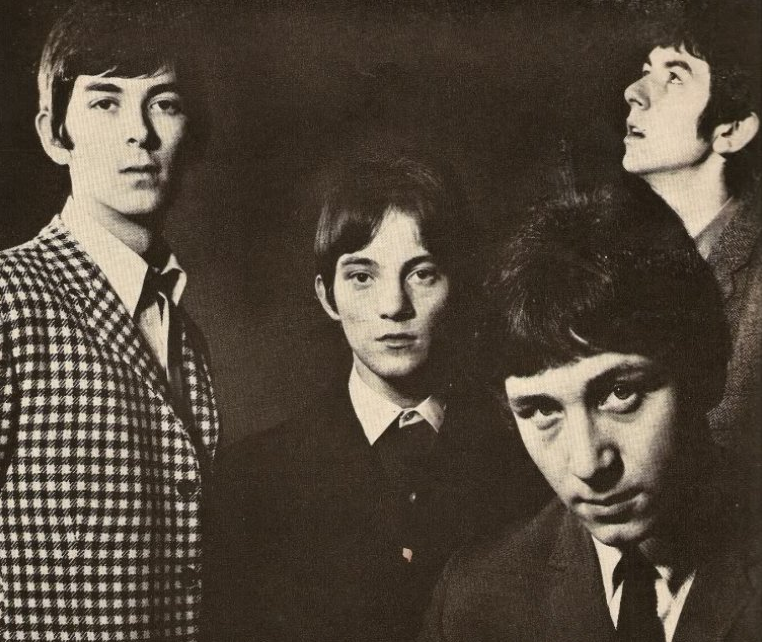
The Small Faces erano una band che iniziò con forti influenze R&B e soul per passare al rock psichedelico

#### Rock psichedelico
La musica psichedelica è uno stile musicale che è ispirato o influenzato dalla cultura psichedelica e tenta di replicare e migliorare le esperienze delle droghe allucinogene che alterano la mente. È nato in particolare dal blues-rock e dalla musica progressive folk, attingendo anche da fonti non occidentali come raga e sitar della musica indiana, nonché effetti da studio e lunghi passaggi strumentali e testi surreali. Il rock psichedelico sorse in Gran Bretagna durante la metà degli anni '60 tra gruppi progressive folk come The Incredible String Band e Donovan, così come negli Stati Uniti, e si è rapidamente spostato nella musica rock e pop essendo ripreso da artisti come Beatles, The Yardbirds, The Moody Blues, Small Faces, The Move, Traffic, Cream e Pink Floyd. Il rock psichedelico ha compiuto la definitiva transizione dal primo blues-rock al rock progressivo, all'art rock, al rock sperimentale, all'hard rock e infine all'heavy metal che sarebbero diventati i generi principali negli anni '70. Il pioniere dello shock rock Arthur Brown ha eseguito la sua canzone di successo del 1968 Fire indossando trucco bianco e nero (pittura cadavere) e un copricapo in fiamme. Ha avuto un'influenza significativa sugli atti estremi che sono seguiti.

#### Mainstream e successo globale
All'inizio degli anni '70, la musica rock era diventata più mainstream e internazionalizzata, con molti artisti britannici che avevano avuto un enorme successo negli Stati Uniti e nel mondo. Alcuni degli artisti di maggior successo, come i singoli membri dei Beatles, Elton John, David Bowie e Rod Stewart, hanno eseguito le proprie canzoni (e in alcuni casi quelle scritte da altri) in un'eclettica varietà di stili, in cui la presentazione della performance stessa divenne sempre più importante. Al contrario, l'ex gruppo pop psichedelico, The Status Quo, ha eliminato l'articolo determinativo dal loro nome ed è diventato uno dei gruppi rock britannici di maggior successo presentando uno stile apparentemente non sofisticato di musica rock basata sul boogie; Van Morrison ottenne il plauso della critica internazionale attraverso una miscela di stili rock, jazz e blues. Alcune band britanniche ben consolidate che hanno iniziato la loro carriera nella British Invasion, in particolare The Rolling Stones, The Who e The Kinks, hanno anche sviluppato i loro stili particolari e ampliato la loro base di fan internazionale durante quel periodo, ma sarebbero state raggiunte da nuovi gruppi in nuovi stili e sottogeneri.

### I nuovi sottogeneri degli anni '70

#### Folk rock britannico

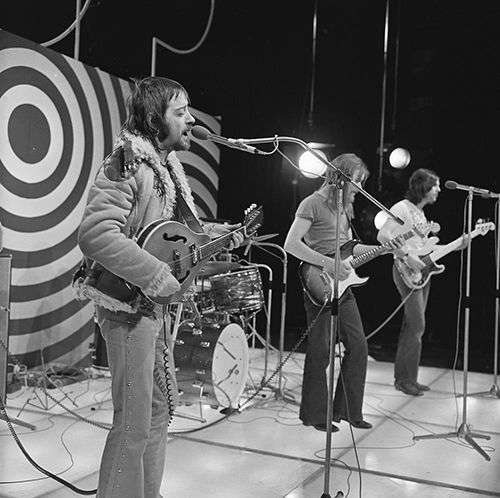
Fairport Convention alla TV Olandese nel 1972

Il folk rock britannico si è sviluppato tra la metà e la fine degli anni '60 grazie a band come Fairport Convention e Pentangle, che avevano basato la propria ricerca su elementi del folk rock statunitense e sul secondo folk revival britannico. Usando la musica folklorica inglese come base, queste band hanno attinto pesantemente alle Child Ballads, alle ballate delle isole britanniche dal periodo medievale fino al XIX secolo. Uno dei primi successi fu l'album Liege and Lief dei Fairport Convention del 1969, ma divenne più significativo negli anni '70, quando fu ripreso da gruppi come Pentangle, Steeleye Span e Albion Band. È stato rapidamente adottato e sviluppato nelle culture celtiche circostanti della Bretagna, dove è stato introdotto da Alan Stivell e band come Malicorne; in Irlanda da gruppi come the Horslips; e anche in Scozia, Galles e Isola di Man e Cornovaglia, per produrre rock celtico e derivati. Fu anche influente in quelle parti del mondo con stretti legami culturali con il Regno Unito, come gli Stati Uniti e il Canada e diede origine al sottogenere del Medieval folk rock e ai generi fusion di folk punk e folk metal. Alla fine degli anni '70 il genere era in forte declino di popolarità, poiché iniziarono a stabilirsi altre forme di musica, tra cui il punk e l'elettronica.

#### Rock progressivo

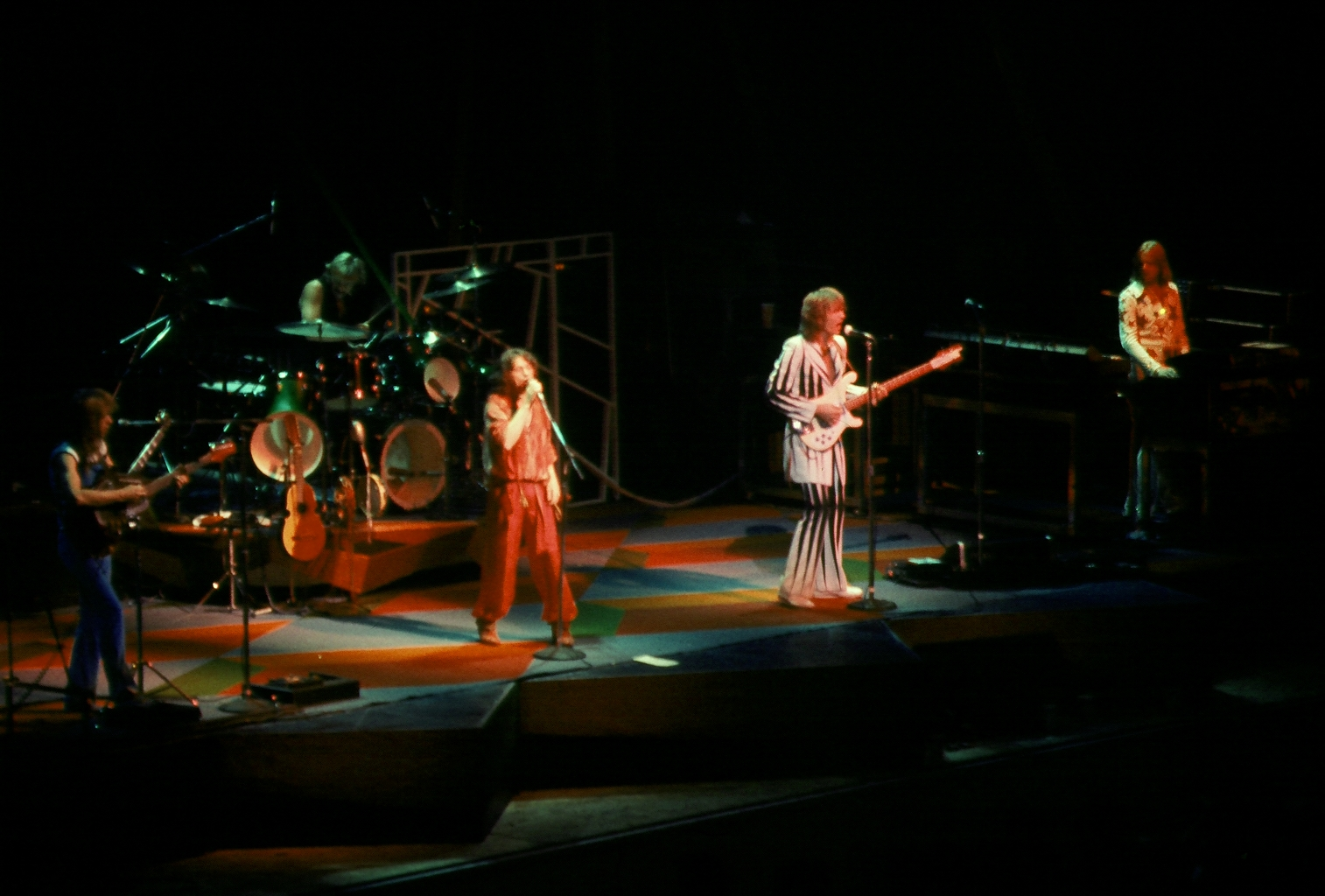
Gli Yes suonano ad Indianapolis nel 1977.

Il rock progressivo o prog si è sviluppato dal blues-rock e dal rock psichedelico della fine degli anni '60. Dominato da band britanniche, faceva parte di un tentativo di elevare la musica rock a nuovi livelli più colti. I gruppi rock progressivi hanno tentato di spingere i confini tecnici e compositivi del rock andando oltre le strutture standard delle canzoni basate su strofe e ritornelli. Gli arrangiamenti spesso incorporavano elementi tratti da fonti classiche, jazz e etniche internazionali in seguito chiamate "world music". Gli strumentali erano comuni, mentre le canzoni con testi a volte erano concettuali, astratte o basate sulla fantasia. I gruppi rock progressivi a volte usavano il concept album per unificare un progetto, di solito raccontando una storia epica o affrontando un grande tema generale. L'album di debutto dei King Crimson del 1969, In the Court of the Crimson King, che mescola potenti riff di chitarra e mellotron, con jazz e musica sinfonica, è spesso considerato la registrazione chiave del rock progressivo, aiutando l'adozione diffusa del genere nei primi anni '70 tra band blues-rock e psichedeliche esistenti, così come band di nuova formazione. Il termine è stato applicato alla musica di band come Yes, Genesis, Pink Floyd, Jethro Tull, Soft Machine, Electric Light Orchestra, Procol Harum, Hawkwind ed Emerson, Lake & Palmer. Il prog ha raggiunto il suo apice di popolarità a metà degli anni '70, ma ha avuto un misto di consensi di critica e il movimento punk può essere visto come una reazione contro la sua musicalità e la sua percepita pomposità. Molte band si sciolsero, ma alcune, tra cui Genesis, ELP, Yes e Pink Floyd, segnarono regolarmente la Top Ten degli album con tour mondiali di accompagnamento di successo.

#### Glam rock

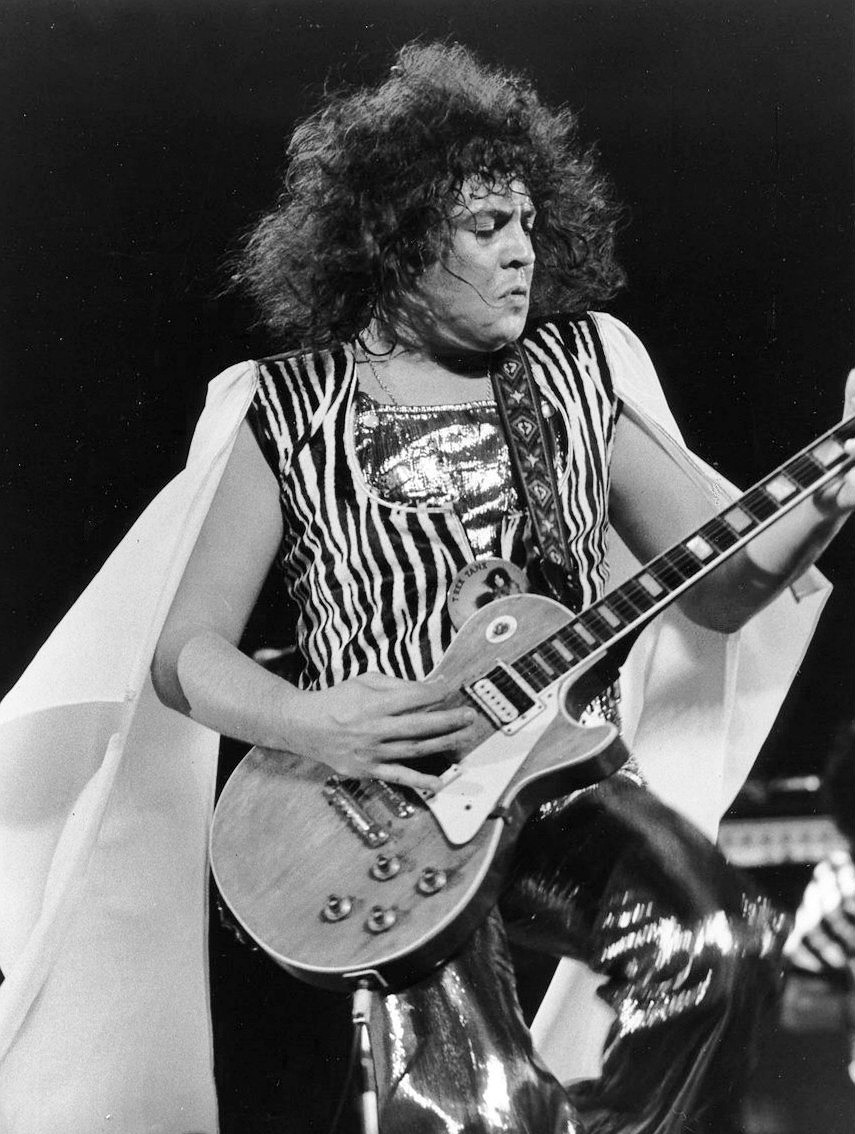
Marc Bolan dei T. Rex in concerto nel 1973

Il glam o glitter rock si è sviluppato nel Regno Unito all'inizio degli anni '70 post-hippie. Era caratterizzato da abiti, trucco, acconciature e stivali a piattaforma "oltraggiosi". I testi sgargianti, i costumi e gli stili visivi degli artisti glam erano esagerati, giocando con le categorie della sessualità in una miscela teatrale di riferimenti nostalgici alla fantascienza e ai vecchi film, il tutto su un suono hard rock guidato dalla chitarra. I pionieri del genere includevano David Bowie, Roxy Music, Mott the Hoople, Marc Bolan e T. Rex. Queste e molte altre band si sono trovate a cavallo del divario tra musica pop e rock, riuscendo a mantenere un livello di rispettabilità presso il pubblico rock, godendo al tempo stesso del successo nella classifica dei singoli del Regno Unito, come nei casi di Queen ed Elton John. Altri artisti miravano molto più direttamente al mercato della popular music, dove erano i gruppi dominanti della loro epoca, tra cui Slade, Wizzard, Mud e Sweet. L'immagine glitterata è stata spinta al limite da Gary Glitter e The Glitter Band. In gran parte confinato alla scena musicale britannica da cui ebbe origine, il glam rock raggiunse l'apice durante la metà degli anni '70, prima di declinare di fronte alle tendenze del punk rock e della new wave. Il Glam rock ha comunque avuto un'influenza diretta su band che vennero alla ribalta in seguito.

#### Hard rock/Heavy metal

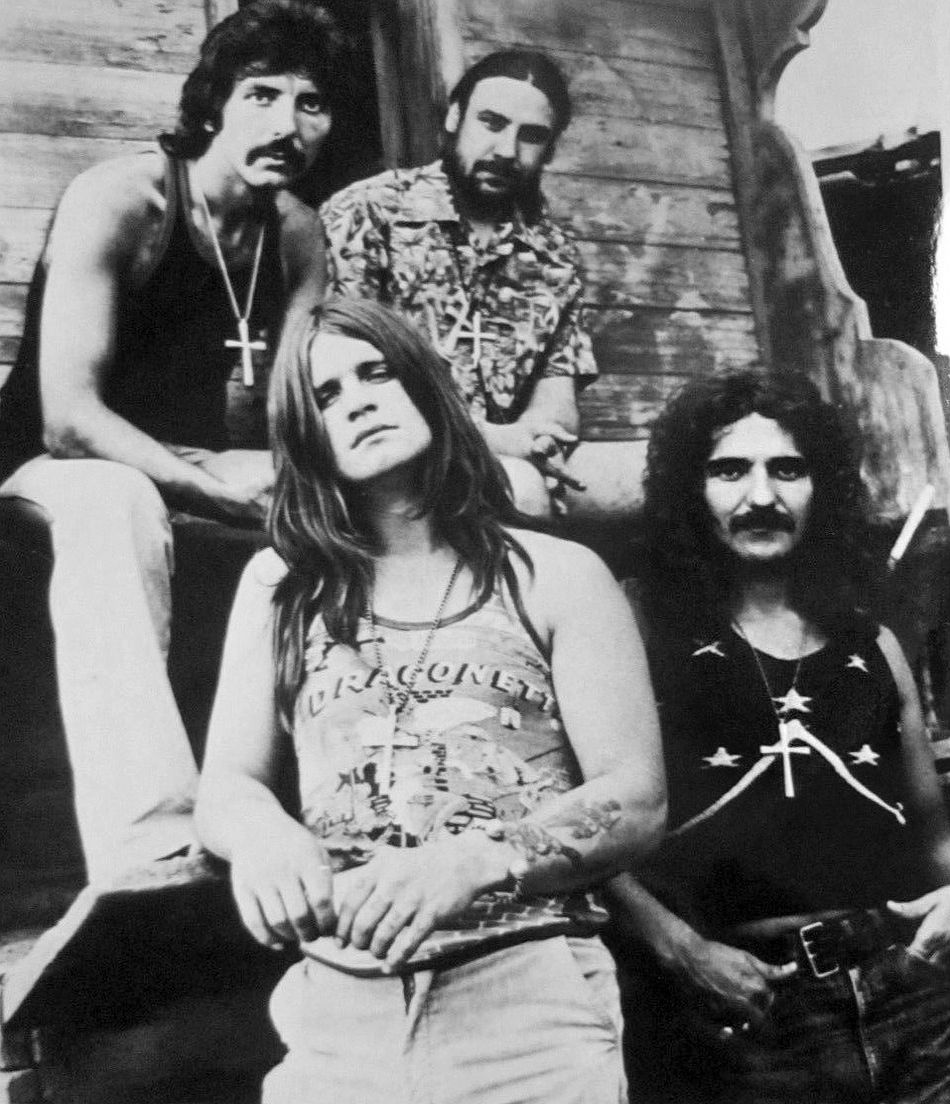
I Black Sabbath nella loro formazione originale

Con radici nel blues-rock, nel rock psichedelico e nel garage rock, le band che hanno creato l'heavy metal hanno sviluppato un suono denso e potente, caratterizzato da linee di basso ritmiche evidenti, distorsione altamente amplificata, assoli di chitarra estesi, ritmi enfatici e un alto volume generale. I testi heavy metal e gli stili delle performance spesso incorporano elementi di fantasy e fantascienza e sono generalmente associati alla mascolinità e al maschilismo. Le tre band pionieristiche dell'heavy metal, i Led Zeppelin, i Black Sabbath ed i Deep Purple, erano tutte britanniche e, pur ottenendo scarso successo di critica, loro e la successiva generazione di gruppi metal, che includevano band americane, australiane e continentali accanto a gruppi britannici Judas Priest, Motörhead e Rainbow, hanno attirato un vasto pubblico e vendite record. I Rainbow hanno trasformato l'heavy metal nel rock da stadio mentre i Motörhead hanno introdotto una sensibilità punk rock e una crescente enfasi sulla velocità. Dopo un calo di popolarità alla fine degli anni '70, i Judas Priest scartarono la maggior parte delle influenze blues del genere, in particolare nel loro album del 1980 British Steel, che aprì le porte alla new wave of British heavy metal (NWOBHM) con band come Iron Maiden, Vardis, Saxon e Def Leppard e un ritorno alla popolarità negli anni '80.

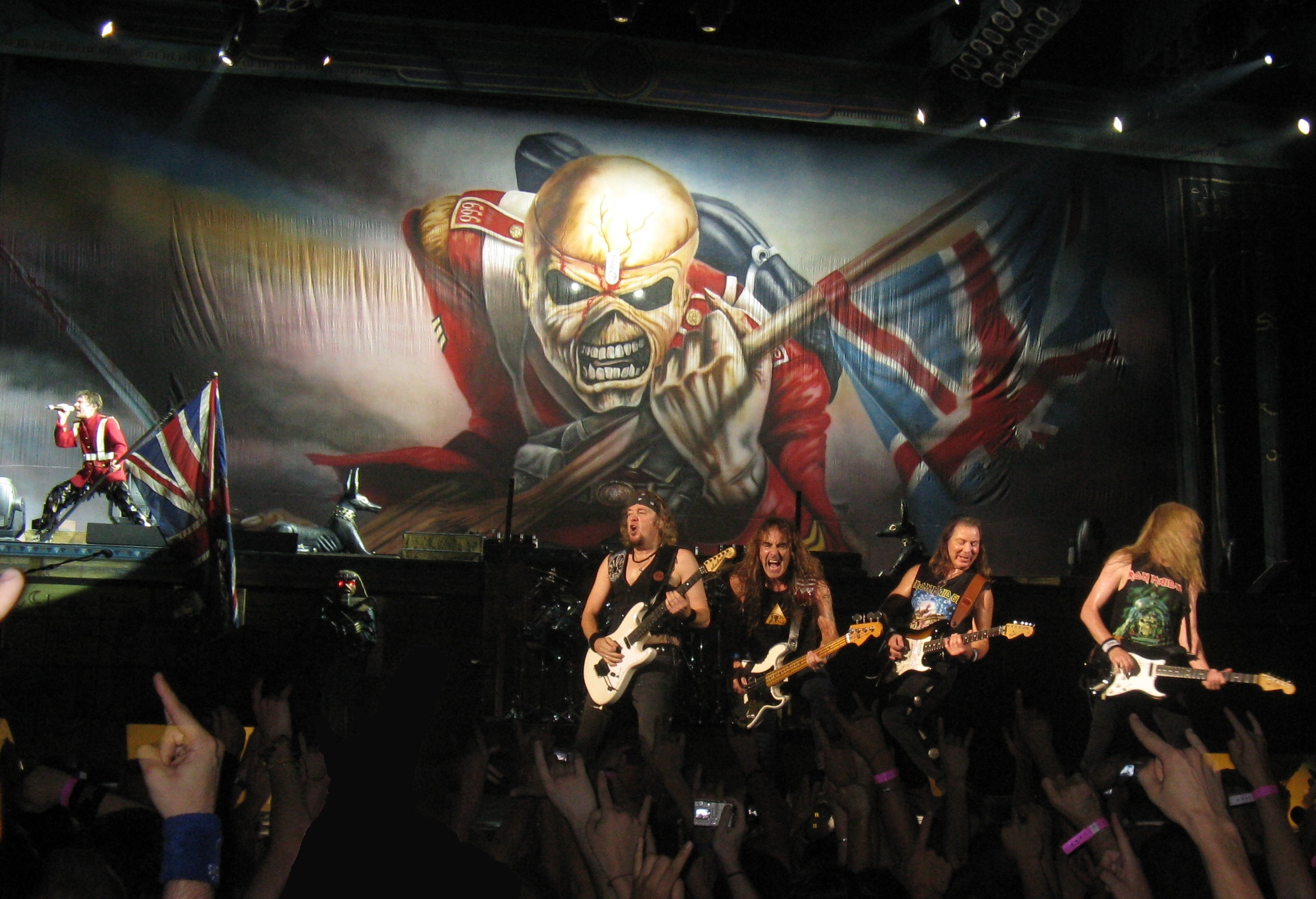
Iron Maiden were leaders of the new wave of British heavy metal

Sebbene la NWOBHM abbiano ispirato molte nuove band, alla fine degli anni '80 gran parte dell'impulso creativo nel genere si era spostato verso l'America e l'Europa continentale (in particolare Germania e Scandinavia), che hanno prodotto la maggior parte dei nuovi principali sottogeneri del metal, poi ripresi anche in Inghilterra. Questi generi includevano il thrash metal ed il death metal, entrambi sviluppati negli Stati Uniti; black metal e power metal, entrambi sviluppati nell'Europa continentale, ma influenzati dalla band britannica Venom; e doom, che è stato sviluppato negli Stati Uniti ma che presto ebbe un certo numero di band inglesi, tra cui Pagan Altar e Witchfinder General. C'è anche una grande influenza britannica nella scena doom/gothic metal, introdotta da band come Paradise Lost, My Dying Bride e Anathema. Il grindcore, o semplicemente grind, era un ibrido di death metal e hardcore punk, caratterizzato da chitarre pesantemente distorte e abbassate, tempo ad alta velocità, ritmi esplosivi, canzoni che spesso durano non più di due minuti (alcuni sono lunghi secondi) e voci che consistono in voci gutturali e urla acute. Pionieri, la band britannica Napalm Death ha ispirato altri gruppi grindcore britannici negli anni '80, tra cui Extreme Noise Terror, Carcass e Sore Throat.
Probabilmente la band metal britannica di maggior successo dai tempi della NWOBHM sono stati i Cradle of Filth, formatisi nel 1991, che perseguivano una forma di metal estremo difficile da classificare. Il termine "retro-metal" è stato applicato a band come The Darkness, il cui mix di glam rock e riff pesanti è valso loro una serie di singoli di successo e un quintuplo disco di platino con One Way Ticket to Hell... and Back (2005), che ha raggiunto il numero 11 nelle classifiche del Regno Unito. I Bullet for My Valentine, dal Galles, sono entrati nella top 5 delle classifiche sia statunitensi che britanniche con il loro metalcore, un misto di metal e hardcore, con Scream Aim Fire (2008).

### Proto-punk, punk e new wave

#### Pub rock

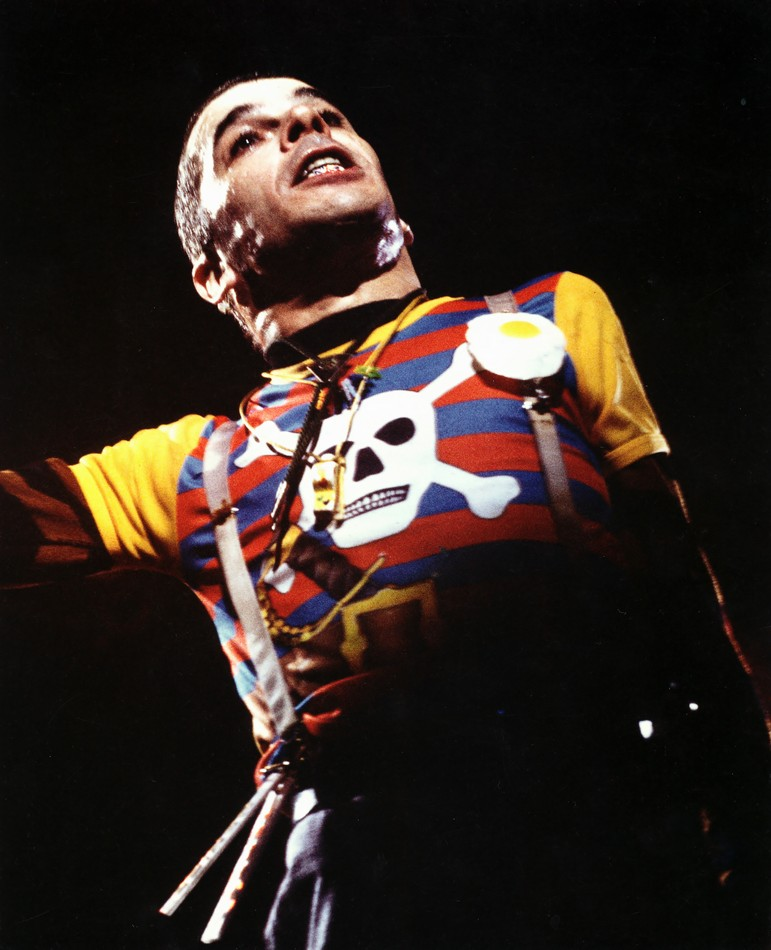
Ian Dury. Fondatore dei Kilburn and the High Roads.

Il pub rock è stata una tendenza di breve durata che ha lasciato un'influenza duratura sulla scena musicale britannica, specialmente nel punk rock. È stato un movimento di ritorno alle origini che ha reagito allo scintillante glam rock di David Bowie e Gary Glitter, e ha raggiunto l'apice a metà degli anni '70. Il pub rock si è sviluppato nei grandi pub del nord di Londra. Si dice che sia iniziato nel maggio 1971 con Eggs over Easy, una band americana, che suonava nel Tally Ho! a Kentish Town. Un gruppo di musicisti che aveva suonato in band blues e R&B negli anni '60 e nei primi anni '70 formò presto band influenti come Brinsley Schwarz, Ducks Deluxe e Bees Make Honey. Brinsley Schwarz è stato probabilmente il gruppo più influente, ottenendo un discreto successo sia nel Regno Unito che negli Stati Uniti. La seconda ondata di pub rock comprendeva Kilburn and the High Roads, Ace, Johnny Kid & the Pirates e Chilli Willi and the Red Hot Peppers; questi furono seguiti dalla terza e ultima ondata di pub rock, tra cui Dr. Feelgood e Sniff 'n' the Tears. Diversi musicisti rock da pub si unirono a band new wave come la band di supporto di Graham Parker, The Rumour, Elvis Costello & the Attractions e persino The Clash.

#### Punk rock

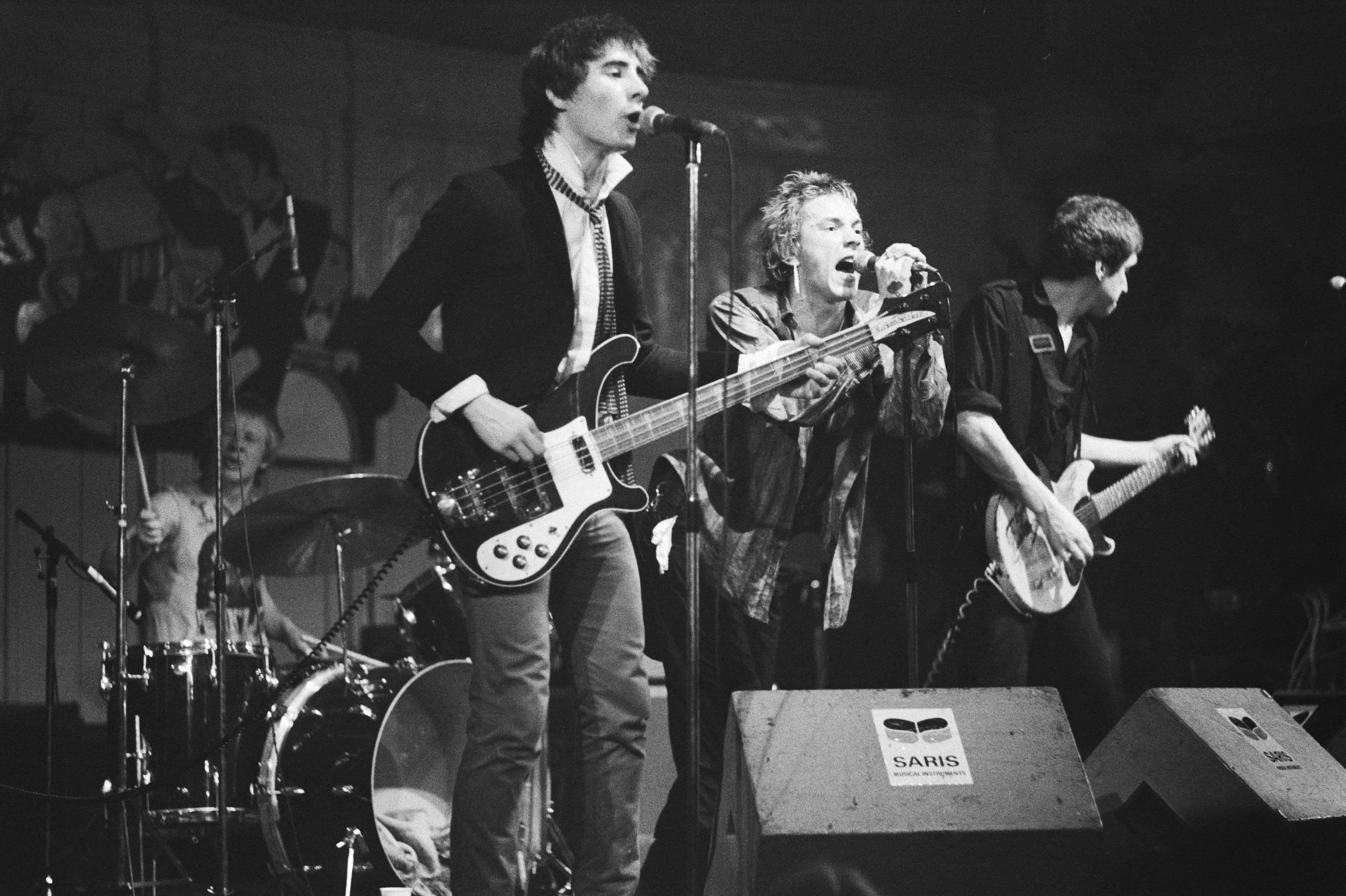
Sex Pistols in concerto nel 1977.

Il punk rock si è sviluppato tra il 1974 e il 1976, originariamente negli Stati Uniti, dove era radicato nel garage rock e in altre forme di quella che oggi è conosciuta come musica proto-punk. Convenzionalmente si pensa che la prima band punk siano i Ramones del 1976. Questa fu ripresa in Gran Bretagna da gruppi influenzati anche dalla scena pub rock, come i Sex Pistols, The Clash e The Damned, in particolare a Londra, che divennero l'avanguardia di un nuovo movimento musicale e culturale, che fonde suoni e testi semplici e aggressivi con stili di abbigliamento e una varietà di ideologie antiautoritarie. I gruppi punk rock hanno evitato gli eccessi percepiti del rock mainstream degli anni '70, creando musica veloce e dura, tipicamente con brevi canzoni, strumentazione ridotta e spesso testi politici e anti-establishment. Il punk ha abbracciato un'etica DIY (fai da te), con molte band che autoproducevano le loro registrazioni e le distribuivano attraverso canali informali. Il 1977 ha visto il punk rock diffondersi in tutto il mondo ed è diventato un importante fenomeno culturale internazionale. Tuttavia, nel 1978, l'impulso iniziale si era placato e il punk si era trasformato nei più ampi e diversi movimenti new wave e post-punk.

#### New wave

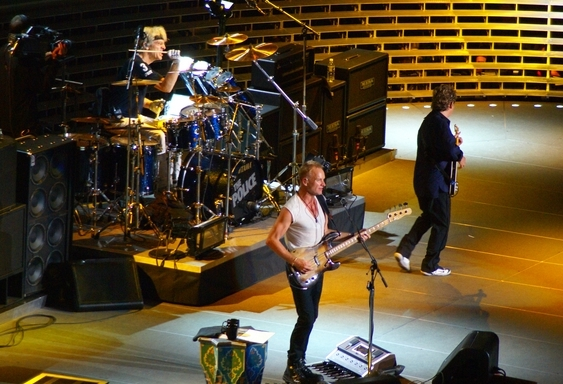
The Police in una foto del 2007

Quando l'impulso iniziale del punk andava scemando, con le principali band punk che si scioglievano o assumevano nuove ispirazioni, iniziò ad essere usato il termine "New Wave" per descrivere band soprattutto britanniche emerse alla fine degli anni '70 con un appeal mainstream. Questi includevano gruppi pop come XTC, Squeeze e Nick Lowe, il rock elettronico di Gary Numan e cantautori come Elvis Costello, band influenzate dal rock & roll come the Pretenders, la musica influenzata dal reggae di band come The Police, così come band del mod revival come The Jam e dello ska revival come The Specials e Madness. Entro la fine del decennio molte di queste band, come The Police, cominciarono ad avere un impatto sui mercati americani e mondiali.

#### Post-punk

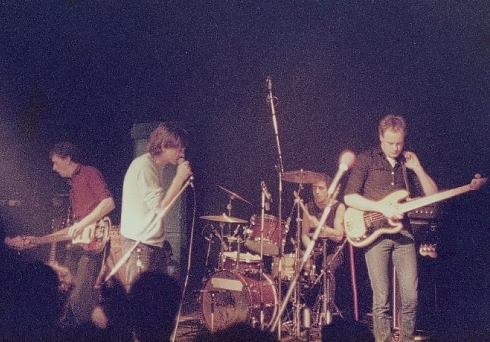
The Fall in concerto nel 1984.

Oltre allo sviluppo della new wave mainstream, c'erano anche band meno commerciali, più oscuri e di sottocultura, spesso classificati come post-punk. Come la new wave, hanno incorporato una serie di influenze, tra cui musica elettronica, musica dub giamaicana (in particolare nel basso) e funk americano. Esempi di abiti post-punk in Gran Bretagna includevano The Smiths, Orange Juice, The Psychedelic Furs, Television Personalities, The Fall, Siouxsie and the Banshees, The Lords of the New Church, Joy Division, Killing Joke, Echo & the Bunnymen, Gang of Four, The Cure, Bauhaus, Magazine, Wire, The Jesus and Mary Chain e Tubeway Army. Il post-punk sarà poi un elemento importante nella creazione dei generi di rock alternativo e rock gotico.

#### Folk punk

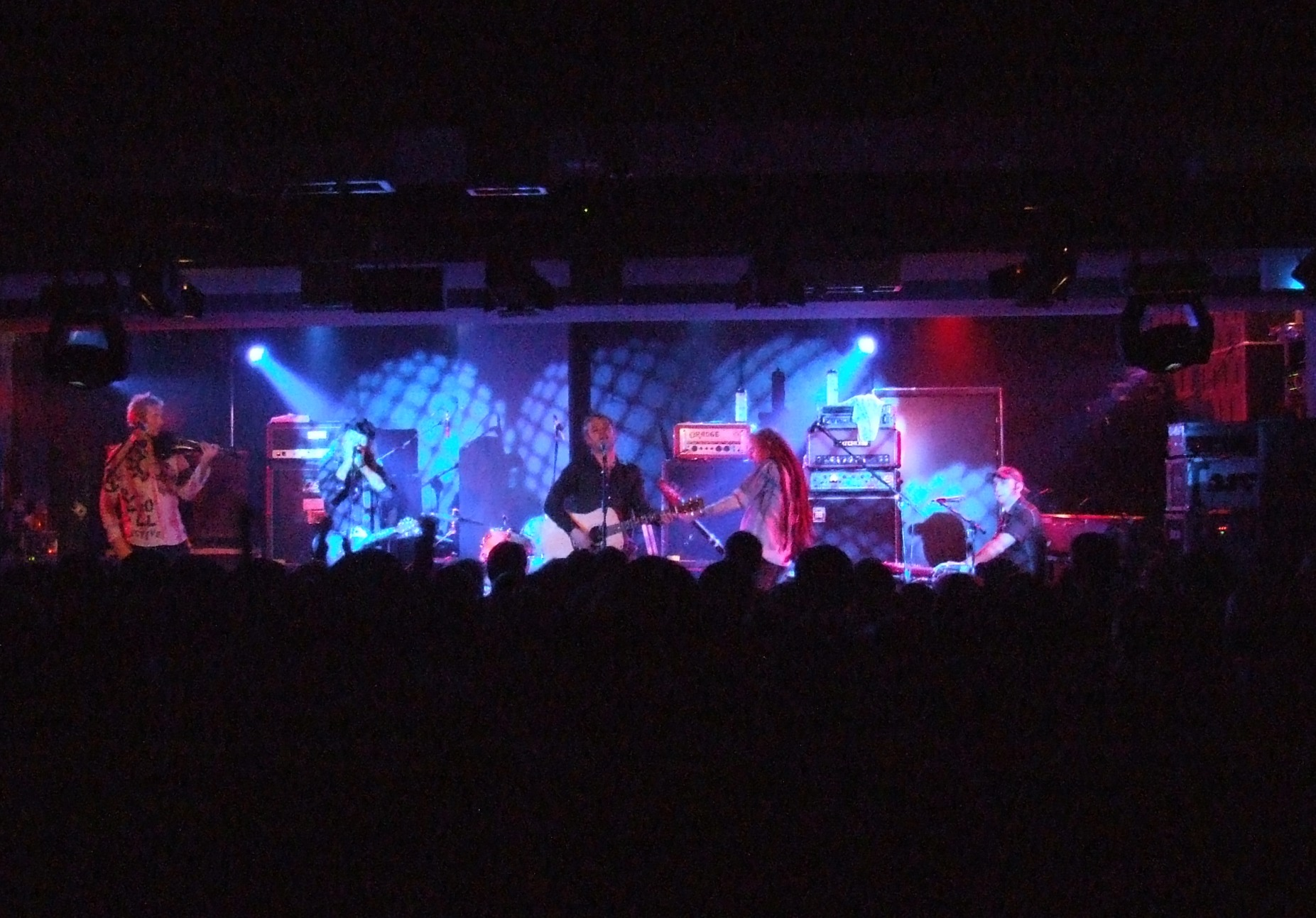
The Levellers in Prague, 2006

Il folk punk o rogue folk è una fusione di musica folk e punk rock, o occasionalmente altri generi, che è stata introdotta dalla band londinese The Pogues negli anni '80. Ha ottenuto un certo successo mainstream negli anni '80 e, in particolare come sottogenere del Celtic punk, è stato ampiamente adottato nelle aree della diaspora celtica in Nord America e Australia e da molte band nell'Europa continentale centrale e orientale. A differenza dei precedenti gruppi rock celtico e folk elettrico, i gruppi folk punk tendono a includere relativamente poca musica tradizionale nel loro repertorio, ma invece di solito eseguono le proprie composizioni, spesso seguendo la forma del punk rock, utilizzando strumentazione folk aggiuntiva, tra cui mandolino, fisarmonica, banjo e particolarmente violino. Altre band adottarono alcune forme tradizionali di musica, compreso il canto marinaresco e la musica gitana dell'Europa orientale. Tra gli artisti di maggior successo c'erano The Men They Couldn't Hang, New Model Army, Oysterband, The Levellers e il cantautore Billy Bragg, che ha goduto di una serie di successi negli anni '80.

### Il rock elettronico degli anni '80

#### Synth rock

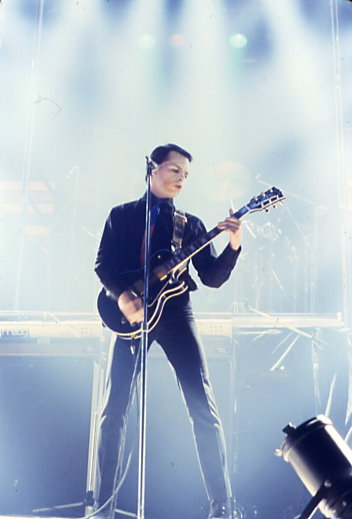
Gary Numan in concerto nel 1980

Molte band di rock progressivo avevano incorporato sintetizzatori nel loro suono, inclusi Pink Floyd, Yes e Genesis. Nel 1977 il membro degli Ultravox Warren Cann acquistò una drum machine Roland TR-77, che apparve per la prima volta nel loro singolo dell'ottobre 1977 Hiroshima Mon Amour. L'arrangiamento della ballata, le percussioni simili a un metronomo e l'uso massiccio del sintetizzatore ARP Odyssey erano effettivamente un prototipo per quasi tutti i gruppi synth pop e rock che sarebbero seguiti. Nel 1978 la prima incarnazione di The Human League pubblicò il loro singolo di debutto Being Boiled. Presto ne seguirono altri, tra cui i Tubeway Army, un gruppo poco conosciuto del West London, che abbandonò la loro immagine punk rock e saltò sul carro della band, raggiungendo la vetta delle classifiche britanniche nell'estate del 1979 con il singolo Are Friends Electric?. Ciò spinse il cantante, Gary Numan, ad andare da solista e nello stesso anno pubblicò l'album ispirato ai Kraftwerk, The Pleasure Principle e di nuovo raggiunse la vetta delle classifiche per la seconda volta con il singolo Cars. In particolare attraverso la sua adozione da parte dei New romantic, i sintetizzatori arrivarono a dominare la musica pop e rock dei primi anni '80. Album come Visage di Visage (1980), Metamatic di John Foxx (1980), Telekon di Gary Numan (1980), Vienna degli Ultravox (1980), Dare di The Human League (1981) e Speak & Spell dei Depeche Mode (1981), stabilirono un suono che ha influenzato la maggior parte dei gruppi pop e rock tradizionali, fino a quando non ha iniziato a perdere popolarità a metà degli anni '80.

#### New romantic
Il New romantic è emerso come parte del movimento musicale new wave nei nightclub londinesi, tra cui il Billy's ed il Blitz Club, verso la fine degli anni '70. Influenzato da David Bowie e dai Roxy Music, sviluppò modalità glam rock, prendendo il nome dalle camicie a balze del primo romanticismo. La nuova musica romantica faceva spesso ampio uso di sintetizzatori. I pionieri includevano Visage, Japan e Ultravox e tra gli artisti di maggior successo commerciale associati al movimento c'erano Adam and the Ants, Culture Club, The Human League, Spandau Ballet, Duran Duran e Tears for Fears. Intorno al 1983 il movimento originale si era dissolto, con gli artisti sopravvissuti che abbandonavano la maggior parte degli elementi di questa moda per perseguire carriere tradizionali.

#### La seconda British invasion

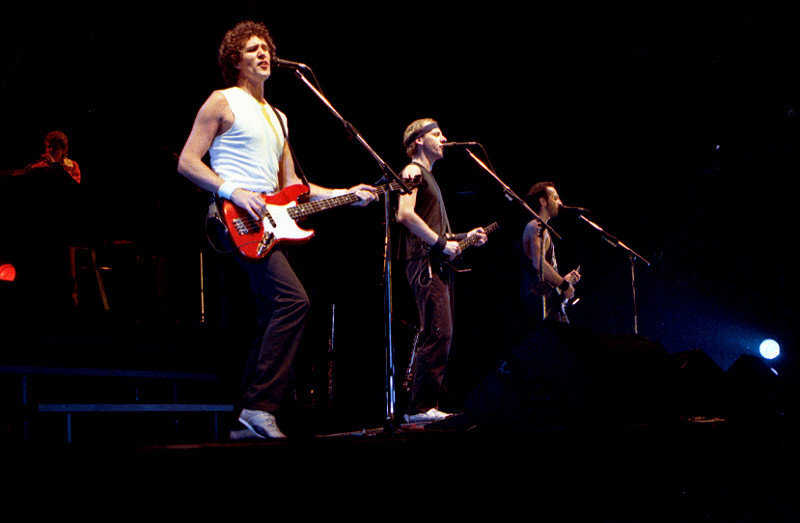
Dire Straits suonano in Norvegia nell'ottobre 1985

Fin dalla sua nascita nel 1981, il canale musicale via cavo MTV presentava una quantità sproporzionata di video musicali di artisti britannici attenti all'immagine. Gli artisti britannici, che erano stati abituati a utilizzare video musicali per mezzo decennio, erano molto presenti sul canale. Video Killed the Radio Star dei Buggles è stato il primo video musicale mostrato su MTV. Alla fine del 1982, I Ran (So Far Away) di A Flock of Seagulls entrò nella Billboard Top Ten, probabilmente la prima canzone di successo che doveva quasi tutto al video. Sarebbero stati seguiti da band come i Duran Duran i cui video patinati sarebbero diventati il simbolo del potere di MTV. Money for Nothing dei Dire Straits ha gentilmente preso in giro MTV che li aveva aiutati a renderli rockstar internazionali. Nel 1983 il 30% delle vendite record proveniva da artisti britannici. 18 dei primi 40 e 6 dei primi 10 singoli il 18 luglio erano di artisti britannici. Le vendite record complessive aumenterebbero del 10% rispetto al 1982. Newsweek presentava Annie Lennox degli Eurythmics e Boy George dei Culture Club sulla copertina di uno dei suoi numeri, mentre Rolling Stone avrebbe pubblicato un numero di "England Swings". Nell'aprile 1984, 40 dei primi 100 singoli provenivano da artisti britannici, mentre 8 dei primi 10 singoli in un sondaggio del maggio 1985 erano di origine britannica.[18] Il veterano giornalista musicale Simon Reynolds ha teorizzato che, analogamente alla prima invasione britannica, l'uso delle influenze dei neri americani da parte degli artisti britannici ha contribuito a stimolare il successo. I commentatori dei media mainstream hanno attribuito a MTV e agli artisti britannici il merito di aver riportato colore ed energia alla musica pop, mentre i giornalisti rock erano generalmente ostili al fenomeno perché ritenevano che rappresentasse più l'immagine che il contenuto.

### Indie rock
L'indie o rock indipendente, in particolare in America spesso noto come rock alternativo, era una scena emersa dal post-punk e dalla new wave negli anni '80, evitando le principali etichette discografiche per il controllo della propria musica e affidandosi a scene locali o sottoculture per cercare un pubblico. Dopo aver riscosso un certo successo, un certo numero di band indie sono state in grado di entrare nel mainstream, tra cui i primi gruppi indie Aztec Camera, Orange Juice e The Smiths, seguiti da The Housemartins e James. Altre forme di rock alternativo si sono sviluppate nel Regno Unito negli anni '80. I Jesus and Mary Chain avvolsero le loro melodie pop in muri di rumore di chitarra, mentre i New Order emersero dalla scomparsa della band post-punk Joy Division e sperimentarono la techno e la musica house, forgiando lo stile dance alternativa. I Mary Chain, insieme ai Dinosaur Jr e al dream pop dei Cocteau Twins, furono le influenze per il movimento shoegazing della fine degli anni '80.

#### Rock gotico

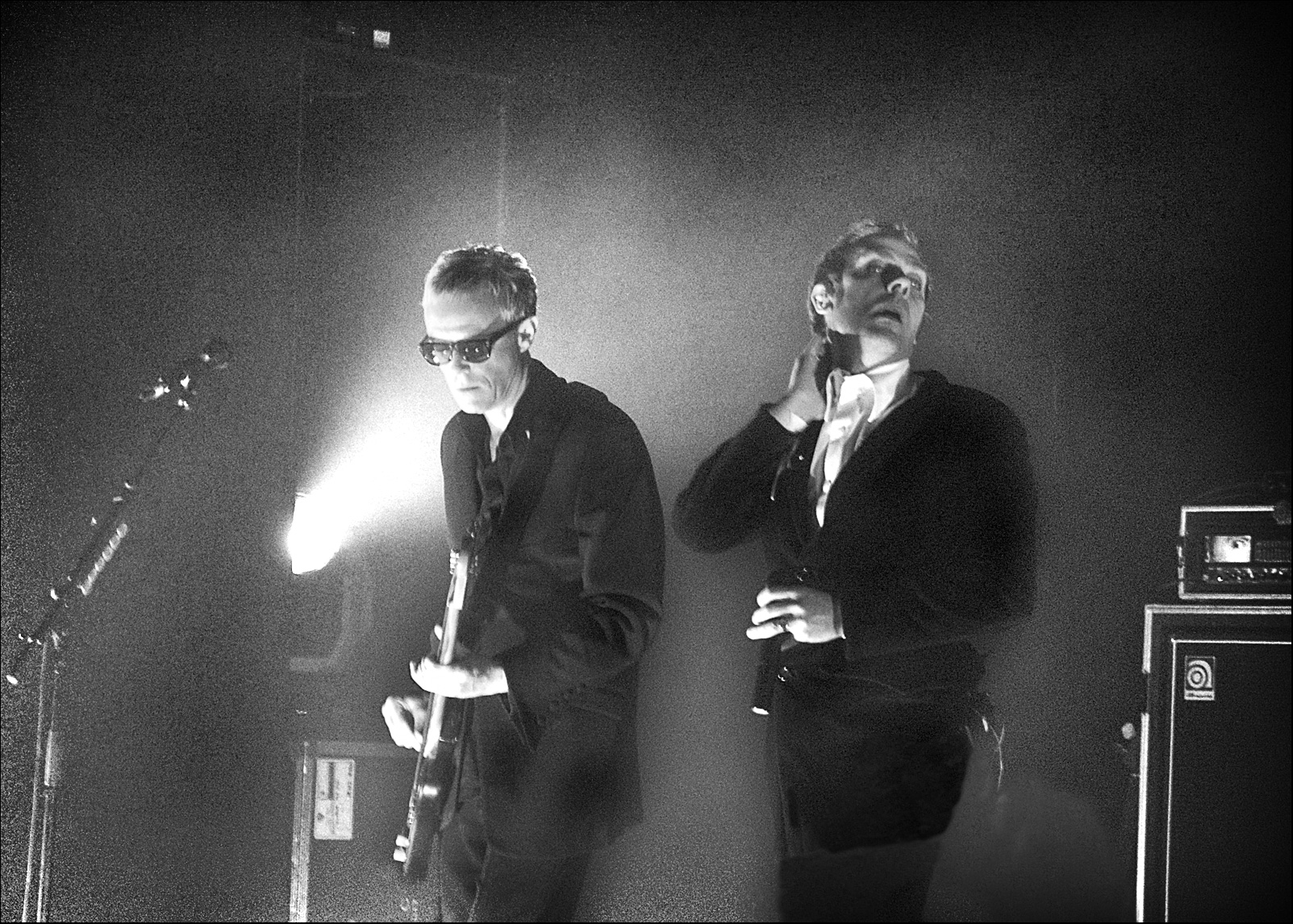
David J e Peter Murphy in un concerto dei Bauhaus

Il rock gotico, spesso abbreviato in goth, si è sviluppato dalla scena post-punk alla fine degli anni '70. Combina musica oscura, spesso con uso massiccio di tastiera, con testi introspettivi e deprimenti. I primi gruppi rock gotici degni di nota includono Bauhaus (il cui Bela Lugosi's Dead è spesso citato come il primo disco goth), Siouxsie and the Banshees (che potrebbe aver coniato il termine), The Cure, The Sisters of Mercy e Fields of the Nephilim. Il rock gotico ha dato origine a una sottocultura goth più ampia che includeva club, varie tendenze della moda e numerose pubblicazioni che sono cresciute in popolarità negli anni '80, guadagnando notorietà essendo associate a diversi panici morali per il suicidio e il satanismo.

#### Madchester

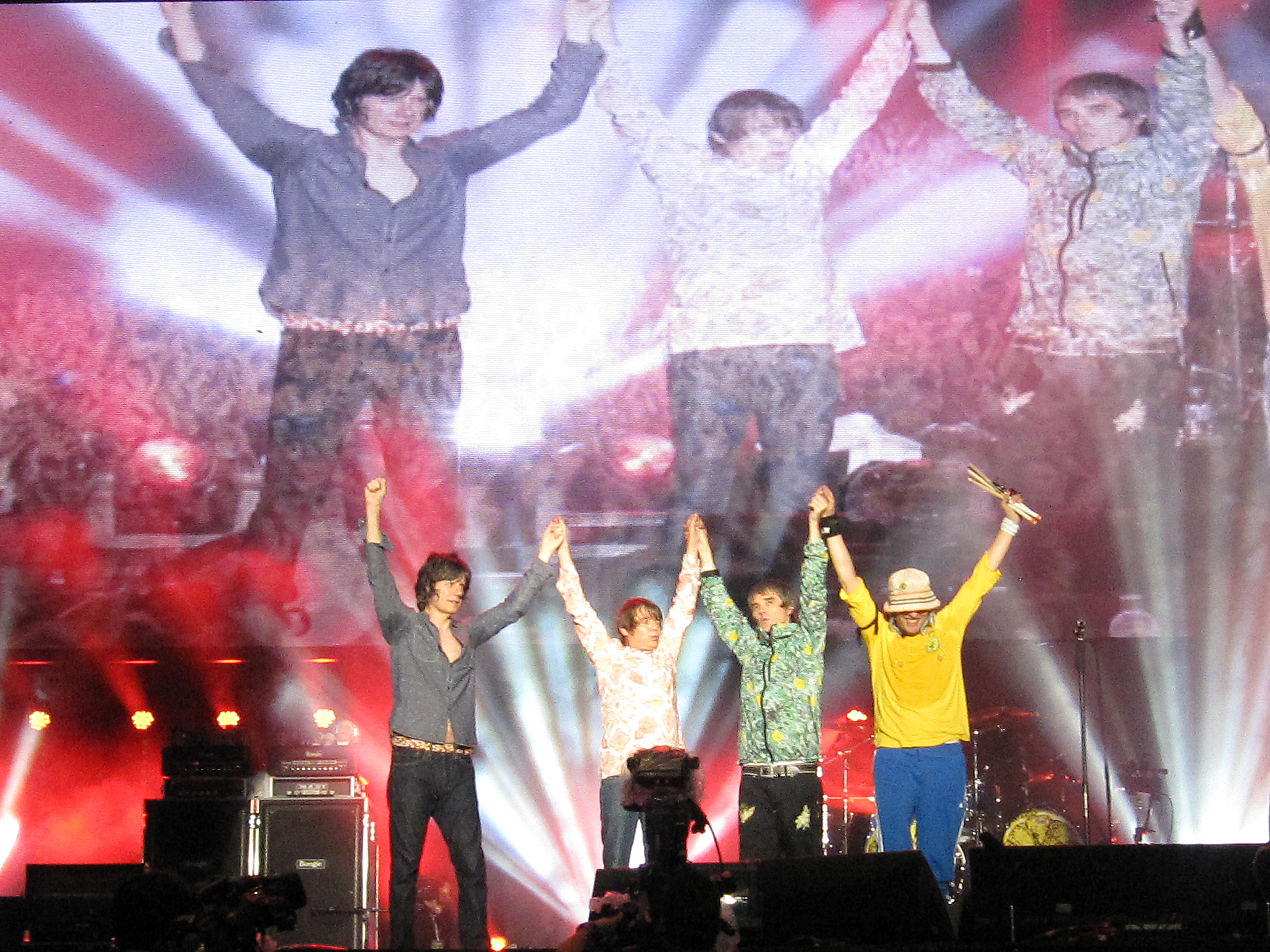
The Stone Roses dal vivo

La scena rock indipendente che si era sviluppata a Manchester nella seconda metà degli anni '80, identificata con il club The Haçienda e con la Factory Records e soprannominata Madchester, divenne famosa a livello nazionale alla fine del decennio, con gli Happy Mondays, gli Inspiral Carpets e Stone Roses in classifica alla fine del 1989. La scena è diventata il centro dell'attenzione dei media per il rock indipendente nei primi anni '90, con band come World of Twist, New Fast Automatic Daffodils, The High, Northside, Paris Angels ed Intastella guadagnandosi l'attenzione nazionale. Il periodo di dominio fu relativamente breve con gli Stone Roses che iniziarono a ritirarsi dalle esibizioni pubbliche mentre erano impegnati in controversie contrattuali, gli Happy Mondays che avevano difficoltà a produrre un secondo album e la Factory Records che fallì nel 1992. Le band locali che catturavano la coda del Madchester, come The Mock Turtles, divennero parte di una scena più ampia. La stampa musicale nel Regno Unito iniziò a concentrarsi maggiormente sulle band shoegaze del sud dell'Inghilterra e sulle band emergenti attraverso il grunge statunitense.

#### Dream pop e shoegazing

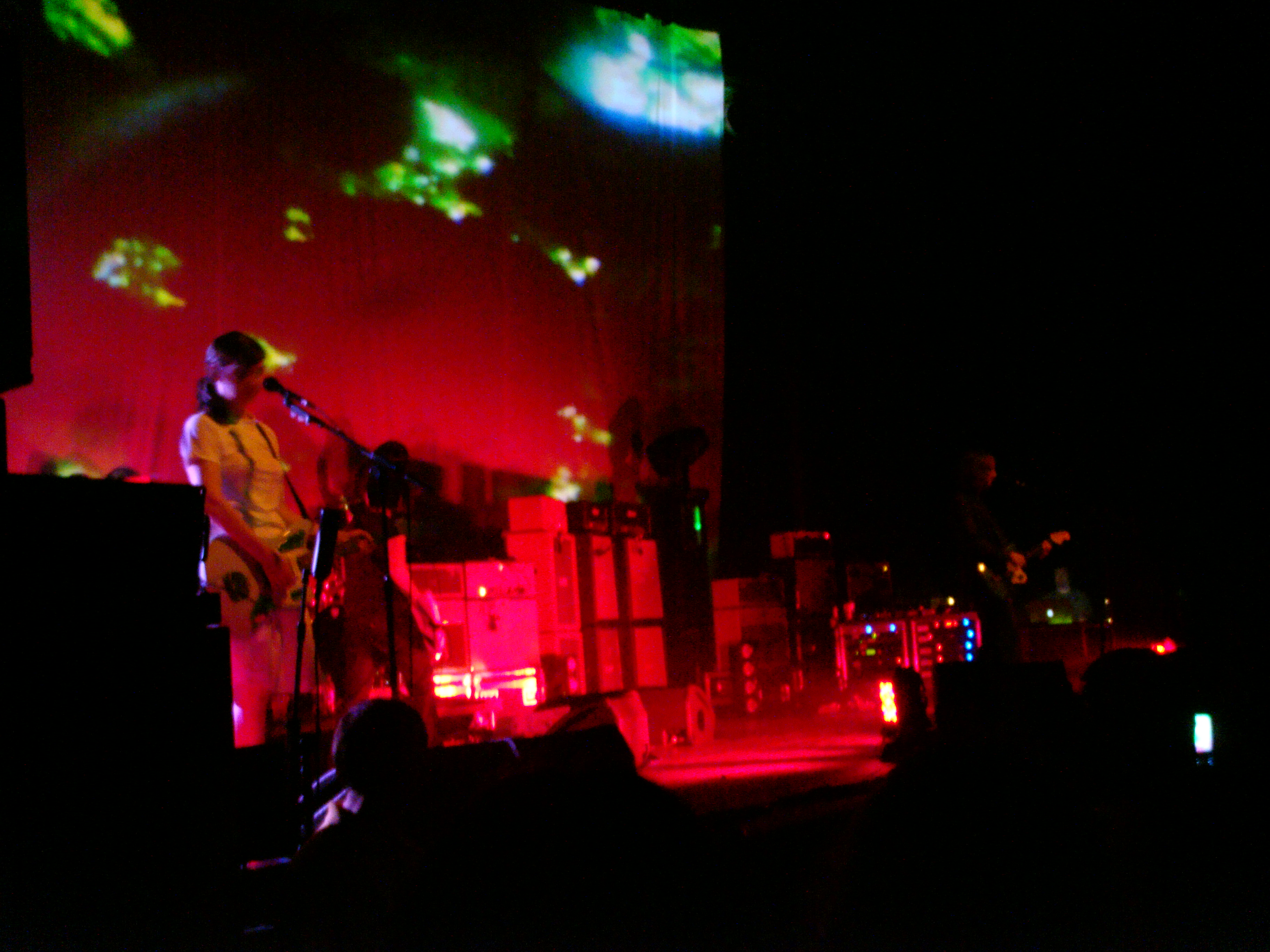
My Bloody Valentine, 2008.

Il dream pop si era sviluppato dalla scena indie rock degli anni '80, quando band come Cocteau Twins, The Chameleons, The Passions, Dif Juz, Lowlife e A.R. Kane iniziarono a fondere sperimentazioni post-punk ed eterei con melodie pop agrodolci in paesaggi sonori sensuali e sonicamente ambiziosi. L'etichetta discografica 4AD è quella più associata al dream pop, sebbene anche altri come Creation Records, Projekt Records, Fontana, Bedazzled Records, Vernon Yard e Slumberland Records abbiano pubblicato dischi significativi nel genere. Una varietà più rumorosa e aggressiva di dream pop divenne nota come shoegazing; I gruppi chiave di questo stile erano Lush, Slowdive, My Bloody Valentine, Ride, Chapterhouse, Curve e Levitation. Queste band hanno mantenuto le qualità atmosferiche del dream pop, ma hanno aggiunto l'intensità di band influenzate dal post-punk come The Chameleons e Sonic Youth.

#### Post-rock
Il post-rock ha avuto origine nell'uscita dell'album dei Talk Talk Laughing Stock e della band statunitense Slint Spiderland, entrambi nel 1991, che hanno prodotto lavori sperimentali influenzati da fonti varie come la musica elettronica, il jazz e la musica colta minimalista, spesso abbandonando il tradizionale formato della canzone a favore di musica strumentale e ambientale. Il termine fu usato per la prima volta per descrivere la band Bark Psychosis e il loro album Hex (1994), ma fu presto impiegato per band come Stereolab, Laika, Disco Inferno e Pram e altri gruppi in America e Canada.[79] Gli scozzesi Mogwai sono uno dei gruppi influenti post-rock sorti all'inizio del 21º secolo.

#### Indie pop
Inizialmente soprannominato "C86" dopo il nastro NME del 1986, e noto anche come "cutie", "shambling band" e successivamente come "twee pop", l'indie pop era caratterizzato da chitarre tintinnanti, un amore per gli anni Sessanta, testi pop e spesso fantasiosi e innocenti. È stato anche ispirato dalla scena DIY del punk rock e c'era un fiorente circuito di fanzine, etichette, club e concerti. Le prime band includevano The Pastels, The Shop Assistants e Primal Scream. Scene successivamente sviluppate negli Stati Uniti, in particolare attorno a etichette come la K Records. Generi come Riot Grrrl e gruppi diversi come Nirvana, Manic Street Preachers e Belle and Sebastian hanno tutti riconosciuto la sua influenza.

#### Britpop

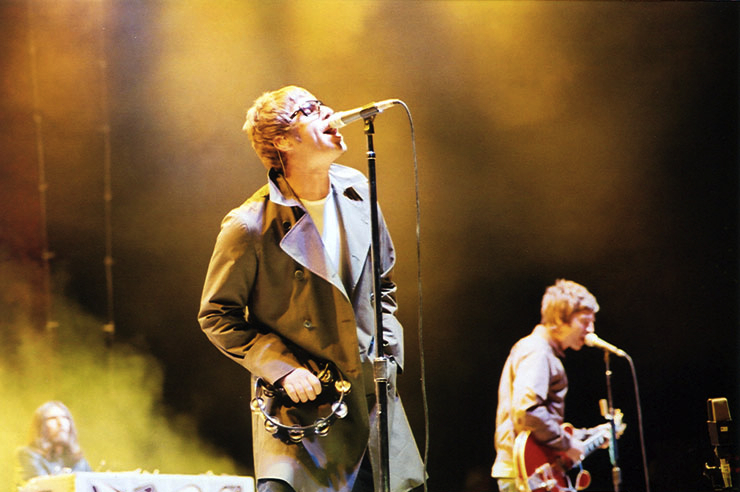
Oasis performing in 2005.

Il Britpop è emerso dalla scena musicale indipendente britannica dei primi anni '90 ed è stato caratterizzato da band influenzate dalla musica pop per chitarra britannica degli anni '60 e '70. Il movimento si è sviluppato come reazione contro varie tendenze musicali e culturali alla fine degli anni '80 e all'inizio degli anni '90, in particolare il fenomeno grunge degli Stati Uniti. Nuovi gruppi britannici come Suede e Blur hanno lanciato il movimento posizionandosi come forze musicali opposte, facendo riferimento alla musica per chitarra britannica del passato e scrivendo su argomenti e preoccupazioni unicamente britannici. A queste band si aggiunsero presto altre tra cui Oasis, Pulp, Supergrass, The Boo Radleys, Kula Shaker, Ash, Ocean Color Scene ed Elastica. I gruppi britpop portarono il rock alternativo britannico nel mainstream e formarono la spina dorsale di un più ampio movimento culturale britannico chiamato Cool Britannia. Sebbene le sue band più popolari riuscirono a diffondere il loro successo commerciale all'estero, specialmente negli Stati Uniti, il movimento andò in gran parte in pezzi entro la fine del decennio.

#### Post-Britpop

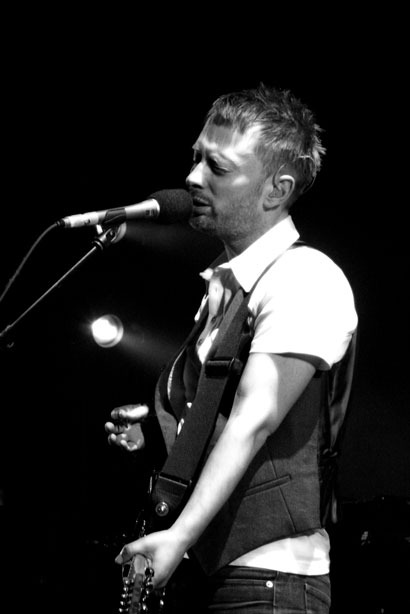
Thom Yorke of Radiohead.

Dal 1997 circa, quando crebbe l'insoddisfazione per il concetto di Cool Britannia e il Britpop come movimento iniziò a dissolversi, le band emergenti iniziarono a evitare l'etichetta Britpop pur continuando a produrre musica derivata da essa. Molte di queste band tendevano a mescolare elementi del rock tradizionale britannico (o trad rock britannico), con influenze americane, incluso il grunge. Radiohead, Placebo e band Post-Britpop come The Verve, Travis, Stereophonics, Feeder e in particolare Coldplay, hanno ottenuto un successo internazionale molto più ampio rispetto alla maggior parte dei gruppi Britpop che li avevano preceduti, e sono stati alcuni degli artisti di maggior successo commerciale degli ultimi anni. Anni '90 e primi anni 2000.

#### Garage rock revival e post-punk revival
Negli anni 2000 l'indie rock britannico ha conosciuto una rinascita. Come il rock alternativo americano moderno, molte band indie britanniche come Franz Ferdinand, The Libertines e Bloc Party hanno tratto influenze da gruppi post-punk come Joy Division, Wire e Gang of Four. Altri importanti gruppi rock indipendenti negli anni 2000 includono: Editors, The Fratellis, Lostprophets, Razorlight, Keane, Kaiser Chiefs, Muse, Kasabian, The Cribs, The Maccabees, The Kooks e Arctic Monkeys (l'ultimo è il gruppo più importante per ottenere la loro base di fan iniziale attraverso l'uso del social networking su Internet).

#### New rave
Con gli sviluppi della tecnologia informatica e dei software musicali avanzati, è diventato possibile creare musica di alta qualità utilizzando poco più di un singolo computer portatile. Ciò ha comportato un massiccio aumento della quantità di musica elettronica prodotta in casa disponibile al grande pubblico tramite l'espansione di Internet, e nuove forme di performance come laptronica e il live coding. In Gran Bretagna la combinazione di indie con il pionieristico dance punk americano è stata soprannominata new rave nella pubblicità dei Klaxons e il termine è stato ripreso e applicato dall'NME a un certo numero di band, tra cui Trash Fashion, New Young Pony Club, Hadouken!, Late of the Pier, Test Icicles,, e Shitdisco che formano una scena con un'estetica visiva simile ai rave precedenti..

#### I primi anni '20 del nuovo millennio
Tra la metà e la fine degli anni 2010 e l'inizio degli anni 2020, è emersa una nuova ondata di band post-punk dalla Gran Bretagna e dall'Irlanda. I gruppi in questa scena sono stati descritti con il termine "Crank Wave" da NME e The Quietus nel 2019, e come "Post-Brexit New Wave" dallo scrittore di NPR Matthew Perpetua nel 2021. Perpetua descrive i gruppi nella scena come "band britanniche che parlano e cantano sulla musica post-punk, e talvolta è più simile al post-rock". Molte delle band sono associate al produttore Dan Carey e alla sua etichetta discografica Speedy Wunderground, e con The Windmill, un locale di musica per tutte le età a Brixton, Londra. Gli artisti che sono stati identificati come parte dello stile includono Black Midi, Squid, Black Country, New Road, Dry Cleaning, Shame, Sleaford Mods, Fontaines D.C., The Murder Capital, Idles e Yard Act.